# حسنين محمد ربيع
حسنين محمد ربيع (1938 - 2019) هو كاتب وأستاذ جامعي ومؤرخ مصري.

## حياته
ولد حسنين ربيع في القاهرة عام 1938، وكان معيداً سنة 1398هـ/1978 بقسم التاريخ بكلية الشريعة بمكة التي كانت حينذاك تابعة لجامعة الملك عبد العزيز. عاد إلى القاهرة في العام 1403هجرية/1983 ليتقلد مناصب عديدة منها عميد كلية الآداب في جامعة القاهرة  ونائب رئيس جامعة القاهرة، ورئيس اتحاد المؤرخين العرب بالقاهرة، وعضو مجمع اللغة العربية بالقاهرة وعضو لجنة الترقيات بالجامعات المصرية وغيرها من المناصب.

## مؤلفاته
- المرجع في تاريخ مصر في العصور الوسطى.
- دراسات في تاريخ الدولة البيزنطية.
- النظم المالية في مصر زمن الايوبين.[7]
- معجم مصطلحات التاريخ والآثار.
- دليل وثائق وأوراق الجنيزا الجديدة.
- القدس مدينة عربية إسلامية.
- بحر الحجاز في العصور الوسطى.
- التأثيرات الثقافية المتبادلة بين مدرستي الفسطاط والقيروان حتى قدوم الفاطميين إلى مصر.
- الجهاد الإسلامي ضد الصلبيين في عصر الأسرة الزنكية 491- 569 ه / 1097- 1173م.

## وفاته
توفي حسنين ربيع في يوم الثلاثاء 2 جمادي الآخرة 1440 هـ / 8 يناير 2019، عن عمر ناهز 80 عاماً.